# Jvastóvichi
Jvastóvichi (ruso: Хвасто́вичи) es un asentamiento rural y pueblo (seló) de Rusia, capital del raión homónimo en la óblast de Kaluga.
En 2021, el territorio del asentamiento tenía una población de 4428 habitantes, de los que 4425 vivían en el propio pueblo y el resto en su única pedanía, el posiólok de Uspenski.
Se ubica unos 50 km al noreste de Briansk, sobre la carretera que lleva a Kozelsk.

## Historia
Se conoce la existencia del pueblo en documentos desde el siglo XV, cuando era un pequeño asentamiento de origen viátichi en el principado de Karáchev del Gran Ducado de Lituania. En 1494 pasó a formar parte del territorio ruso. En 1620 pasó a formar parte de la vólost de Dudino. En 1708 se integró en el uyezd de Kozelsk de la gobernación de Moscú, pasando desde finales del mismo siglo a formar parte del uyezd de Zhizdra de la gobernación de Kaluga. En 1861 pasó a formar parte de la vólost de Miléyevo. La Unión Soviética le dio el estatus de capital distrital en 1929, cuando se definieron los raiones de la Óblast Occidental. Aunque desde entonces siguió considerándose una localidad rural, se desarrolló tras la Segunda Guerra Mundial como núcleo comercial e industrial.